# Ridderorden in Sierra Leone
Het Afrikaanse land Sierra Leone kent twee ridderorden die beide in een "Presidentieel Constitutioneel Instrument", dus niet bij wet, zijn ingesteld.
- De Orde van de Republiek (Engels: "Order of the Republic"), 1972
- De Orde van de Rokel (Engels: "Order of the Rokel"), 1973